# Peanut Butter Wolf
Peanut Butter Wolf, de son vrai nom Chris Manak, né en 1970 à San José, en Californie, est un disc jockey et producteur de hip-hop américain. Il est également membre d'un groupe de hip-hop orchestra appelé Breakestra. Il est membre-fondateur du label Stones Throw Records. En 2015, il lance un nouveau label appelé Circle Star Records. 

## Biographie
Manak est né en 1970 à San José, en Californie. En 1986, il produit une chanson au sein de son groupe appelé Lyrical Prophecy, intitulée You Can't Swing This. Il commence à travailler en 1990 avec le MC Charizma, et les deux hommes signent chez Hollywood Basic, une filiale de Disney. Bien qu'ils aient enregistré un album, il ne sortira pas avant de nombreuses années. En 1993 le groupe quitte le label à cause du manque de liberté artistique qu'ils ont, leur seule publication étant leur single Red Light, Green Light. La même année, Charizma décède tragiquement.
Peanut Butter Wolf continue de travailler en solo. Il fait une chanson intitulée The Chronicles sur la compilation Return of the DJ, publiée en 1996, album considéré[Par qui ?] comme le premier album avec uniquement des DJ et qui aide à lancer la carrière de DJ Q-Bert, Cut Chemist, DJ Z-Trip, et bien d'autres. La même année, en 1996, Peanut Butter Wolf lance le label Stones Throw Records, et son premier single est une chanson qu'il fait à cette période avec Charizma intitulée My World Premiere.
Peanut Butter Wolf publie son propre album solo sur Stones Throw, My Vinyls Weight a Ton, le 18 janvier 1999, après quoi il se consacre entièrement à la production et à la gestion de son label notamment pour Madlib dont le groupe Lootpack avait rejoint Stones Throw en 1998. Le label prend de l'ampleur dans les années 2000, notamment grâce aux succès de Madlib composé de Quasimoto, Jaylib, Yesterdays New Quintet et Madvillain. En 2002, le label publie deux compilations, The Best of Peanut Butter Wolf et la collection Jukebox 45's,,. En 2003, il publie Badmeaninggood, Vol. 3 puis l'année suivante une compilation CD/DVD Stones Throw 101. Entretemps, Peanut Butter Wolf fait la promotion de son label et se lance en tournée en Europe, en Australie, Canada, au Japon, et aux États-Unis.
En 2015, Peanut Butter Wolf lance un nouveau label appelé Circle Star Records, sur lequel il annonce un premier album intitulé JUNK de Jesse Hackett le 17 juillet.

## Discographie

### Productions
- 1994 : Peanut Butter Breaks (LP) (Hey Day)
- 1995 : Step On Our Egos (12" EP) (South Paw)
- 1995 : Lunar Props (12" EP) (2 Kool U.K.)
- 1999 : My Vinyl Weighs A Ton (Stones Throw)
- 2002 : Peanut Butter Wolf's Jukebox 45s (Stones Throw)
- 2003 : Badmeaninggood (Ultimate Dilemma)
- 2003 : Charizma and Peanut Butter Wolf - Big Shots (Stones Throw)
- 2004 : Stones Throw 101 (Stones Throw)
- 2011 : Peanut Butter Jelly (Free Boyz Record)